# Hotel Loews Le Concorde
El Hotel Loews Le Concorde (en francés: Hôtel Loews Le Concorde) es un hotel rascacielos en la ciudad de Quebec, Canadá. Le Concorde es conocido por su restaurante giratorio, L'Astral, que está situado en la planta superior del hotel y ofrece una vista de 360 grados de la ciudad de Quebec y el río San Lorenzo. El hotel cuenta con 405 habitaciones repartidas en 26 plantas. 
Desde su construcción en 1970 por el rico empresario Marcel Adams, propietario de la empresa Développement Iberville, Le Concorde ha sido operado por la empresa de gestión hotelera de lujo Loews bajo los términos de un arrendamiento de 99 años. En 2069, al final de este contrato de arrendamiento, la propiedad volverá a Adams o su sucesor.